# یالمار پترسون
یالمار پترسون (انگلیسی: Hjalmar Pettersson; ۷ دسامبر ۱۹۰۶ – ۲۵ اوت ۲۰۰۳) دوچرخه‌سوار اهل سوئد بود.